# 1999年7月28日月食
1999年7月28日月食为一次在协调世界时1999年7月28日出現的月偏食。該次月食半影食分為1.460、全影食分為0.402。偏食維持了72分。

## 概述
這次月食的食分是20.48，偏食維持了72分。

## 基本參數
- 類型：月偏食
- 食甚資料：
  - 日期：1999年7月28日
  - 時間：11:34
  - 月球位置：赤經20.48度、赤緯-18.3度
  - 食分：半影食分：1.460、全影食分：0.402
  - 持續時間：偏食72分

## 外部連結
- NASA月食專頁（页面存档备份，存于）（英文）